# Omar Franco (Schauspieler)
Omar Franco ist ein kubanischer Schauspieler.
Franco absolvierte ein Ingenieurstudium am Instituto Superior Politécnico „José A. Echeverría“. Dort gründete er die Theatergruppe  Los Hepáticos, der sich auch Carlos Vázquez (bekannt als Riquimbili) und Nelson Téllez anschlossen. Fünfzehn Jahre trat er an der Seite von Iván Camejo in der Gruppe Humoris Causa auf. Seine Theaterlaufbahn begann er mit einer Rolle in Ignacio Gutiérrez’ Stück Llévame a la pelota, für die er als bester männlicher Laiendarsteller ausgezeichnet wurde. Santa Camila war das erste einer Reihe von Stücken, in denen er in der Regie von Armando Suárez del Villar auftrat. Für die Rolle des Pepe in Penumbra erhielt er 2004 einen Premio Caricato. Seit 2007 ist er nicht mehr am Theater aufgetreten.
Im Fernsehen wurde er mit Sendungen wie No quiero llanto und Vivir del Cuento vor allem als Humorist bekannt. Als Filmschauspieler trat er u. a. in Charlie Medinas Habanastation de Ian Padrón, El cuerno de la abundancia, El premio flaco, Pablo und Penumbras, Fernando Timossis La espuma del día sowie Filmen von Marylin Solaya und Arturo Sotto auf.